# Djalilabad
Cəlilabad est une ville d’Azerbaïdjan. Elle aurait en 2010 près de 56 000 habitants.